# Pierre Cressé
Pour les articles homonymes, voir Cressé.
Pierre Cressé est un médecin français du XVIIe siècle. Ardent galéniste et défenseur du finalisme en médecine, il exerça en tant que docteur régent de Paris et procéda à ce titre à des démonstrations d'anatomie dans le théâtre anatomique dressé à la demande du roi dans le Jardin du roi. Il entretint une vive dispute par traités anatomiques interposés avec Guillaume Lamy,, notamment à propos du siège de l'âme humaine.